# Anyphaenoides cocos
Espèce
Anyphaenoides cocos est une espèce d'araignées aranéomorphes de la famille des Anyphaenidae.

## Distribution
Cette espèce est endémique de l'île Cocos au Costa Rica.

## Étymologie
Son nom d'espèce lui a été donné en référence au lieu de sa découverte, l'île Cocos.

## Publication originale
- Baert, 1995 : The Anyphaenidae of the Galápagos Archipelago and Cocos Island, with a redescription of Anyphaenoides pluridentata Berland, 1913. Bulletin of the British Arachnological Society, vol. 10, p. 10-14.